# Antônio de Aragão Campelo
Antônio de Aragão Campelo (Garanhuns, 5 ottobre 1904 – Araripina, 10 settembre 1988) è stato un vescovo cattolico brasiliano.

## Biografia
Abbracciò la vita religiosa tra i salesiani ed emise la professione perpetua a Torino l'8 luglio 1933. Fu ordinato prete nel 1936.
Nel 1950 fu eletto vescovo titolare di Sesta e ausiliare di Cuiabá; fu trasferito alla sede residenziale di Petrolina nel 1956.
Fondò, nel 1957, la congregazione delle suore Messaggere di Santa Maria.
Prese parte ad alcune fasi del Concilio Vaticano II.
Morì nel 1988.

## Genealogia episcopale
La genealogia episcopale è:
- Cardinale Scipione Rebiba
- Cardinale Giulio Antonio Santorio
- Cardinale Girolamo Bernerio, O.P.
- Arcivescovo Galeazzo Sanvitale
- Cardinale Ludovico Ludovisi
- Cardinale Luigi Caetani
- Cardinale Ulderico Carpegna
- Cardinale Paluzzo Paluzzi Altieri degli Albertoni
- Papa Benedetto XIII
- Papa Benedetto XIV
- Papa Clemente XIII
- Cardinale Giovanni Carlo Boschi
- Cardinale Bartolomeo Pacca
- Cardinale Gabriel della Genga Sermattei
- Cardinale Mariano Falcinelli Antoniacci, O.S.B.
- Arcivescovo Antônio de Macedo Costa
- Arcivescovo Joaquim Gonçalves de Azevedo
- Arcivescovo Carlos Luiz d'Amour
- Arcivescovo Francisco de Aquino Correa, S.D.B.
- Vescovo Antônio de Aragão Campelo, S.D.B.